# Christian Friedel
Christian Friedel (ur. 9 marca 1979 w Magdeburgu) – niemiecki aktor filmowy, teatralny i telewizyjny, a także wokalista zespołu Woods of Birnam.

## Życiorys
Studiował aktorstwo w Akademii Sztuk Scenicznych im. Otto Falckenberga w Monachium. Po studiach występował na deskach teatrów Monachium, Hanoweru, Drezna i Düsseldorfu.
Jego debiutem kinowym była rola nauczyciela w głośnej Białej wstążce (2009) Michaela Hanekego. Uznanie krytyki i nominację do Europejskiej Nagrody Filmowej dla najlepszego aktora przyniosła mu kreacja Georga Elsera, autora nieudanego zamachu na życie Hitlera, w dramacie historycznym 13 minut (2015) Olivera Hirschbiegla. 
Friedel wystąpił też m.in. w filmach Kurczak ze śliwkami (2011), Russendisko (2012), Koniec sezonu ochronnego (2012), Szalona miłość (2014), Angelo (2018) oraz w popularnych serialach Babylon Berlin (2017) i Pachnidło (2018). Zagrał także rolę Rudolfa Hößa, komendanta obozu Auschwitz-Birkenau, w dramacie historycznym Strefa interesów (2023) Jonathana Glazera, za którą dostał nominację do Europejskiej Nagrody Filmowej dla najlepszego aktora.